# Casa Verde (editora)
A Casa Verde é uma editora do Rio Grande do Sul, Brasil.

## Histórico
Inaugurada em 2005 por Laís Chaffe, a idealizadora do projeto, Caco Belmonte, Christina Dias, Flávio Ilha, Filipe Bortolini, Luciana Veiga, Luiz Paulo Faccioli e Marcelo Spalding. O grupo lançou, em 2005, três antologias de contos: Fatais, Contos de Bolso e Era uma vez em Porto Alegre.
Ao respeitar o estilo literário de cada escritor, as antologias da Casa Verde se constituem num mosaico de estilos e possibilidades a partir de um determinado tema. Confira alguns minicontos publicados em Contos de Bolso e aqui disponibilizados pelos próprios autores: